# Frans Molenaar-prijs
De Frans Molenaar-prijs is een Nederlandse modeprijs voor jong couturetalent. De winnaar krijgt tienduizend euro. De prijs werd in 1995 door couturier Frans Molenaar ingesteld en door hemzelf bekostigd. Na het overlijden van Molenaar in 2015 wordt de prijs bekostigd uit zijn nalatenschap.
In de jury zitten Jhim Lamoree (kunsthistoricus), José Teunissen, (Dean van London College of Fashion), Ronald van der Kemp (modeontwerper), Lous Geerlings (stylist en fotograaf), Ruud van der Peijl (stylist), Milou van Rossum (modejournaliste) en Fiona Hering modejournaliste.
Na een pauze van acht jaar kondigde de organisatie aan, middels een vernieuwde website, dat de Frans Molenaar Prijs weer in 2025 zal worden uitgereikt.

## Winnaars
| Jaar | Naam winnaar                                            | Opleiding                                   | Stad       |
| ---- | ------------------------------------------------------- | ------------------------------------------- | ---------- |
| 1996 | Louis Jon Floris                                        | Hogeschool voor de Kunsten Utrecht          | Utrecht    |
| 1997 | Oscar Süleyman en Fang Yong (gedeelde prijs)            | ArtEZ hogeschool voor de kunsten            | Arnhem     |
| 1998 | Roel Schagen                                            | Akademie voor Kunst en Vormgeving St. Joost | Den Bosch  |
| 1999 | Marcha Hüskes                                           | ArtEZ hogeschool voor de kunsten            | Arnhem     |
| 2000 | Diederik Verbakel                                       | ArtEZ hogeschool voor de kunsten            | Arnhem     |
| 2001 | Percy Irausquin                                         | Gerrit Rietveld Academie                    | Amsterdam  |
| 2002 | Melanie Brown                                           | Gerrit Rietveld Academie                    | Amsterdam  |
| 2003 | Katrin Neyer                                            | Gerrit Rietveld Academie                    | Amsterdam  |
| 2004 | Frido van der Weij                                      | ArtEZ hogeschool voor de kunsten Masters    | Arnhem     |
| 2005 | Edwin Oudshoorn                                         | ArtEZ hogeschool voor de kunsten            | Arnhem     |
| 2006 | Aleksandra Stojadinov                                   | Koninklijke Academie van Beeldende Kunsten  | Den Haag   |
| 2007 | Maikel Bongaerts                                        | MAFAD                                       | Maastricht |
| 2008 | Danny Cremers                                           | ArtEZ hogeschool voor de kunsten            | Arnhem     |
| 2009 | Hyun Yeu                                                | Gerrit Rietveld Academie                    | Amsterdam  |
| 2010 | Fred Farrow                                             | ArtEZ hogeschool voor de kunsten            | Arnhem     |
| 2011 | Magnus Dekker                                           | ArtEZ hogeschool voor de kunsten            | Arnhem     |
| 2012 | Peet Dullaert                                           | ArtEZ hogeschool voor de kunsten            | Arnhem     |
| 2013 | Liselore Frowijn                                        | ArtEZ hogeschool voor de kunsten            | Arnhem     |
| 2014 | Karin Vlug                                              | ArtEZ hogeschool voor de kunsten            | Arnhem     |
| 2015 | Josephine Goverts                                       | ArtEZ hogeschool voor de kunsten            | Arnhem     |
| 2016 | Johannes Offerhaus                                      | ArtEZ hogeschool voor de kunsten            | Arnhem     |
| 2017 | Boris Kollar en Ninamounah Langestraat (gedeelde prijs) | Gerrit Rietveld Academie                    | Amsterdam  |

## Externe informatie
- Frans Molenaar Prijs
- De Frans Molenaar-prijs webarchive
- Arts, Jos (2005). 10 jaar Frans Molenaar Prijs: jonge ontwerpers en couture. Terra Lannoo, pp. 204.[5]